# Thamniella arbuscula
Thamniella arbuscula là một loài Rêu trong họ Lembophyllaceae. Loài này được (Sm.) Besch. mô tả khoa học đầu tiên năm 1873.